# Bruno Ossébi
Pour les articles homonymes, voir Ossébi.
Bruno Ossébi est un journaliste et activiste franco-congolais né le 10 décembre 1964 et mort à Brazzaville le 2 février 2009. Bruno Ossébi Jacquet est le fils de Louis Paul Jacques Jacquet et de Hélène Makouala Ossébi.

## Origine et formation
Bruno Ossébi est né a Brazzaville sous le nom de Bruno Jean-Louis Jacquet le 10 décembre 1964, d'un père français et d'une mère congolaise. Diplômé d’un MBA (master of business of administration), il vit en France et exerce le métier de courtier, jusqu’à ce qu’il décide de se rendre au Congo. 

## Retour au Congo et activisme
Il s'installe au Congo dans les années 1990 et écrit sur le site de la diaspora congolaise en France, mwinda.org, après l'arrivée de Denis Sassou-Nguesso au pouvoir afin de dénoncer le pillage du pétrole, du bois et les violations des droits de l'homme au Congo. Il crée également le blog bruno-ossbi.novoblog.com.
Après des années d'activisme, sa famille commence à être « inquiétée ». Malgré tout il persévère. Il révèle le 17 janvier 2009 sur son site que la Société nationale des pétroles du Congo aurait négocié un prêt gagé de 100 millions $ sur le pétrole via la banque française BNP Paribas, « préfinancement » interdit par la loi, que la BNP Paribas aurait ensuite refusé à cause de cette révélation. Il était aussi actif au sein du Programme StAR  de la Banque mondiale et du United Nations Office on Drugs and Crime, programme ayant pour buts de récupérer les avoirs africains détournés (en anglais Stolen Asset Recovery).
Le 21 janvier 2009, Bruno Ossébi et le congolais Benjamin Toungamani, qui avaient fait part de leur intention de se joindre à la plainte contre les Biens Mal Acquis, ont été victimes le même jour, à Brazzaville et à Orléans d’un incendie dans leurs domiciles respectifs. La compagne d’Ossébi et les deux enfants de celle-ci sont morts brûlés dans l'incendie. En décembre, Benjamin Toungamani avait porté plainte en France contre X auprès de la police à cause de menaces de mort contre sa famille.

## Mort
À la suite de cet incendie, Bruno Ossébi, brûlé à 30 %, sera admis à l'hôpital militaire de Brazzaville, où il décédera dans la nuit du 1er au 2 février 2009,. Bruno Ossebi Jacquet laisse derrière lui trois filles, Marissa Leanne Jacquet, Portella Jacquet et Sonia Joséphine Jacquet.